# Monte Halti
El monte Halti (en finés: Haltitunturi, que significa «tunturi Halti» —un tunturi es una colina poco pronunciada de Fenoscandia—) es el monte más alto de Finlandia, con una altitud de 1324 m s. n. m. Se encuentra en Laponia, en el municipio de Enontekiö, fronterizo con Noruega. La cumbre del Halti se encuentra en Noruega y está a 1365 m s. n. m.

## Curiosidades
En 2015 se inició una campaña en Noruega cuyo objetivo es la de donar el pico o la cima de esta formación montañosa a Finlandia, esto en el marco del centenario de la independencia de dicho país a conmemorarse hacia fines de 2017 y por las buenas relaciones bilaterales que ambas naciones sostienen.
Dicha campaña sostiene que Finlandia no posee formaciones geológicas con alturas significativamente elevadas, además de que dicha nación no cuenta en su geografía con picos, por lo que de consolidarse esta acción solidaria se sumaría (a la nación benefactora) una nueva característica geográfica y pasaría a poseer un nuevo punto más alto.